# Irianassa
Irianassa là một chi bướm đêm thuộc phân họ Tortricinae của họ Tortricidae.

## Các loài
- Irianassa aetheria (Turner, 1946)
- Irianassa poecilaspis Meyrick, 1923
- Irianassa sapphiropa Meyrick, 1905
- Irianassa speciosana (Pagenstecher, 1900)
- Irianassa uranopa Meyrick, 1927